# مونتاگ (میشیگان)
مونتاگ، میشیگان (به انگلیسی: Montague, Michigan) یک شهر در ایالات متحده آمریکا با جمعیت ۲٬۳۶۱ نفر است که در میشیگان واقع شده‌است.

## موقعیت جغرافیایی
موقعیت جغرافیایی شهرها و مناطق اطراف به شرح زیر است: